# Кносија
Кносија (грч. Κνωσσια) је у грчкој митологији била нимфа.

## Митологија
Била је нимфа Најада са извора или фонтана града Кноса, по коме је и добила име. Можда је била кћерка речног бога Амниса. Према Еумелу и Аполодору, када је спартански краљ Менелај боравио на острву, завео је нимфу и она је родила сина Ксенодама.